# Corsomyza montana
Corsomyza montana är en tvåvingeart som beskrevs av Hesse 1938. Corsomyza montana ingår i släktet Corsomyza och familjen svävflugor. Inga underarter finns listade i Catalogue of Life.